# Gureng gureng
Gureng gureng är ett utdött australiskt språk. Gureng gureng talades i Queensland och tillhörde de pama-nyunganska språken.